# Vorchdorf
Vorchdorf is een gemeente in de Oostenrijkse deelstaat Opper-Oostenrijk, gelegen in het district Gmunden (GM). De gemeente heeft ongeveer 7300 inwoners.

## Geografie
Vorchdorf heeft een oppervlakte van 48 km². Het ligt in het centrum van het land. De gemeente ligt in het zuiden van de deelstaat Opper-Oostenrijk, niet ver van de deelstaten Stiermarken en Salzburg.

## Trein
Bij station Vorchdorf is de regionale hoofdwerkplaats van het oeroude private spoorbedrijf Stern und Hafferl. Het station ligt op de lokale verbinding tussen Lambach ÖBB en Gmunden. Om dat hele traject af te leggen moet echter wel in Vorchdorf overgestapt worden, vanwege de andere spoorwijdte. Van oudsher hadden de Vorchdorferbahn en de Traunseebahn daarom hier hun eindpunt. In feite is dat nog zo, alleen de Traunseebahn is sinds 2018 een tramlijn geworden, en heet daarom nu Traunsee Tram. 
Altmünster · Bad Goisern am Hallstättersee · Bad Ischl · Ebensee am Traunsee · Gmunden · Gosau · Grünau im Almtal · Gschwandt · Hallstatt · Kirchham · Laakirchen · Obertraun · Ohlsdorf · Pinsdorf · Roitham am Traunfall · St. Konrad · St. Wolfgang im Salzkammergut · Scharnstein · Traunkirchen · Vorchdorf
- Gemeinsame Normdatei: 4259332-3
- Virtual International Authority File: 244646609